# Dawid Przepiórka
Dawid Przepiórka [pʃɛpjurka] (* 22. Dezember 1880 in Warschau; † nach Januar 1940 in Palmiry) war ein polnischer Schachmeister, Schachmäzen und sehr bedeutender Studienkomponist.

## Leben
Przepiórka wuchs in sehr wohlhabenden Verhältnissen auf. Als junger Mann studierte er Mathematik in Warschau, München und Göttingen. Während seiner Münchener Studentenzeit machte er Bekanntschaft mit der Schachkomposition, einem Gebiet, auf dem er später Schöpfer vielbeachteter Werke wurde.
Eine erste Sammlung seiner Aufgaben erschien 1911 in der Festschrift des Akademischen Schachklubs in München, 1932 erschien in Amsterdam David Przepiórka, a Master of Strategy von Henri Weenink, 130 Aufgaben Przepiórkas beinhaltend.
Neben der Schachkomposition spielte Przepiórka auch Turnierschach und war auch auf diesem Felde erfolgreich: 1904 erhielt er beim 14. Kongress des Deutschen Schachbundes im Hauptturnier in Coburg, das er gewann, den Meistertitel. Bis in die 1930er Jahre hinein nahm er an einer Reihe von internationalen Turnieren teil. Im Jahre 1926 gewann er ein Turnier in München, vor Efim Bogoljubow und Rudolf Spielmann, 1928 wurde er in Den Haag, bei der Amateur-Weltmeisterschaft Zweiter hinter Max Euwe. Er wurde 1926 in Warschau, bei der ersten Meisterschaft Polens, Landesmeister. Er spielte in Polens Nationalmannschaft (unter anderem neben Akiba Rubinstein und Savielly Tartakower) bei den Schacholympiaden 1930 in Hamburg, die Polen gewann, und 1931 in Prag, bei der Polen Zweiter wurde. Mit der Warschauer Stadtauswahl gewann er 1934 die polnische Mannschaftsmeisterschaft.
Seine beste historische Elo-Zahl betrug 2612. Diese erreichte er im September 1929.
Przepiórkas Liebe zum Schach und sein immenser Reichtum fanden eine glückliche Kombination. Ohne seine großzügige finanzielle Zuwendung wäre es den Polen nicht möglich gewesen, die Schacholympiade 1935 in Warschau auszurichten. Przepiórkas Großzügigkeit war in Warschau sehr geschätzt. Er stellte seine Warschauer Villa dem dortigen Schachklub kostenlos und täglich als Spiellokal zur Verfügung.
Nach der deutschen Besetzung Polens wurde Przepiórka sein Judentum zum Verhängnis: Im Januar 1940 wurde er, zusammen mit anderen Schachspielern, in einem Warschauer Café von der Gestapo verhaftet. Wenige Tage später starb er bei einer Massenexekution im Nationalpark Kampinos unweit von Palmiry. Das genaue Datum ist unbekannt.

## Partiebeispiel
|   | a | b | c | d | e | f | g | h |   |
| 8 |   |   |   |   |   |   |   |   | 8 |
| 7 |   |   |   |   |   |   |   |   | 7 |
| 6 |   |   |   |   |   |   |   |   | 6 |
| 5 |   |   |   |   |   |   |   |   | 5 |
| 4 |   |   |   |   |   |   |   |   | 4 |
| 3 |   |   |   |   |   |   |   |   | 3 |
| 2 |   |   |   |   |   |   |   |   | 2 |
| 1 |   |   |   |   |   |   |   |   | 1 |
|   | a | b | c | d | e | f | g | h |   |

In der folgenden Partie besiegte Przepiórka mit den weißen Steinen beim Turnier in Frankfurt am Main 1930 Aaron Nimzowitsch.
Przepiórka–Nimzowitsch 1:0
Frankfurt am Main, 8. September 1930
Colle-System, D05
1. d4 Sf6 2. Sf3 e6 3. e3 c5 4. Ld3 d5 5. c3 Sbd7 6. Sbd2 Ld6 7. 0–0 0–0 8. Te1 c4 9. Lc2 b5 10. e4 Lf4 11. e5 Se8 12. Sf1 Lxc1 13. Dxc1 h6 14. Df4 f5 15. exf6 Dxf6 16. Dg3 a5 17. a3 Ta6 18. Se3 Tb6 19. Te2 Kh8 20. Tae1 Sd6 21. Se5 Dg5 22. Dxg5 hxg5 23. Sg6+ Kg8 24. Sxf8 Kxf8 25. Sg4 Sf6 26. Se5 b4 27. axb4 axb4 28. Ta1 Ke7 29. Ta7+ Lb7 30. Te3 bxc3 31. bxc3 Tb2 32. Sc6+ Kd7 33. Sb4 g4 34. h3 gxh3 35. Txh3 Kc7 36. Tg3 Kb6 37. Ta2 Txa2 38. Sxa2 Sde8 39. Te3 Lc8 40. f3 Ld7 41. Sc1 Kc7 42. g4 Kd6 43. Kg2 Sc7 44. Kg3 Le8 45. Kf4 Sd7 46. La4 Lg6 47. Lxd7 Kxd7 48. Ke5 Sb5 49. Sa2 Sd6 50. Sb4 Ke7 51. Te1 Sf7+ 52. Kf4 Kf6 53. Ta1 Lh7 54. Ta6 g5+ 55. Ke3 Ke7 56. Sc6+ Kf6 57. Sb8 Lg8 58. Sd7+ Ke7 59. Se5 Sxe5 60. dxe5 Kf7 61. Ta7+ Kg6 62. Te7 Lf7 63. Kd4 Kg7 64. Kc5 Kf8 65. Kd6 Kg7 66. Tc7 Kf8 67. Tc8+ Kg7 68. Ke7 Lg8 69. Tf8 Lh7 70. Tf7+ Kg6 71. Tf6+ Kg7 72. Txe6 1:0

## Studie
|   | a | b | c | d | e | f | g | h |   |
| 8 |   |   |   |   |   |   |   |   | 8 |
| 7 |   |   |   |   |   |   |   |   | 7 |
| 6 |   |   |   |   |   |   |   |   | 6 |
| 5 |   |   |   |   |   |   |   |   | 5 |
| 4 |   |   |   |   |   |   |   |   | 4 |
| 3 |   |   |   |   |   |   |   |   | 3 |
| 2 |   |   |   |   |   |   |   |   | 2 |
| 1 |   |   |   |   |   |   |   |   | 1 |
|   | a | b | c | d | e | f | g | h |   |

Lösung:

1. Kb4–c5 Kb8–c7

2. Kc5–d5! Lf8xd6

3. h3–h4 g5xh4

4. Te4–c4+! Kc7–d7 Der König ist an d6 gebunden, sonst wird der Läufer geschlagen.

5. Tc4xh4! Th8xh4 Patt.